# Unió de Radiodifusió d'Àsia-Pacífic
La Unió de Radiodifusió d'Àsia-Pacífic (ABU, en anglès) és una associació sense finalitats de lucre, fundada en 1964, que reuneix els diferents ens de radiodifusió tant d'Àsia com d'Oceania, de manera que arriba a una audiència potencial de prop de tres mil milions de persones. La seva funció és contribuir al desenvolupament de la radiodifusió a la regió Àsia-Pacífic i promoure els interessos col·lectius dels seus membres. L'ABU cobreix una zona que s'estén des de Turquia a l'oest fins a Samoa a l'est, i des de Rússia al nord fins a Nova Zelanda al sud. Les seves oficines centrals se situen a Kuala Lumpur, Malàisia.
Una de les principals activitats de l'ABU és Asiavisió (no confondre amb el Festival de la Cançó d'Asiavisió), consistent en un intercanvi diari de notícies via satèl·lit entre 18 televisores d'Àsia. L'ABU també negocia la cobertura de drets als grans esdeveniments esportius per als seus membres en conjunt, i duu a terme una àmplia gamma d'activitats relacionades amb les àrees de programació i tècniques. A més, proporciona un fòrum per a la promoció dels interessos col·lectius dels organismes de radiodifusió pertanyents a l'ens, de manera que promou la cooperació internacional i regional.

## Membres
Actualment, l'ABU compta amb més de 170 membres en 53 països i regions, els quals, es poden subdividir en membres plens, membres associats o membres afiliats.
Els membres plens han de ser organitzacions de radiodifusió obertes i han d'estar situades a la regió de l'Àsia-Pacífic, encara que també hi ha una categoria de membre associat, que està oberta a tots els organismes de radiodifusió de caràcters provincials, privats i organismes de radiodifusió situats en altres parts del món, i existeix a més, una categoria de membre afiliat, que està oberta a organitzacions vinculades a la radiodifusió i que desitgen tenir una associació amb l'ABU.

### Membres plens

Països membres plens de l'ABU

Països membres plens addicionals de l'ABU

| País                               | Organisme                                              | Sigles    |
| ---------------------------------- | ------------------------------------------------------ | --------- |
| Afganistan                         | Radio Television Afghanistan                           | RTA       |
| Afganistan                         | Moby Capital Partnerts Ltd.                            | Moby      |
| Austràlia                          | Australian Broadcasting Corporation                    | ABC       |
| Austràlia                          | Special Broadcasting Service                           | SBSC      |
| Azerbaidjan                        | İctimai Televiziya və Radio Yayımları Şirkətu          | İctimai   |
| Bangladesh                         | Bangladesh Betar                                       | BB        |
| Bangladesh                         | Bangladesh Televisió                                   | BTV       |
| Bhutan                             | Bhutan Broadcasting Service                            | BBS       |
| Brunei                             | Radio Television Brunei                                | RTB       |
| Cambodja                           | Televisió Nacional de Cambodja                         | TVK       |
| Cambodja                           | Ràdio Nacional de Kampuchéa                            | NRK       |
| Corea del Sud                      | Korean Broadcasting System                             | KBS       |
| Corea del Sud                      | Munhwa Broadcasting Corporation                        | MBC       |
| R.P. de la Xina                    | Zhōngguó Zhōngyāng Diànshìtái                          | CCTV      |
| Egipte                             | Egyptian Radio and Television Union                    | ERTU      |
| Fiji                               | Fiji Broadcasting Corporation Limited                  | FBC       |
| Fiji                               | Fiji Television Limited                                | Fiji TV   |
| Filipines                          | People's Television Network, Inc.                      | PTNI      |
| Índia                              | All India Radio                                        | AIR       |
| Índia                              | Doordarshan                                            | DDI       |
| Indonèsia                          | Radio Republik Indonèsia                               | RRI       |
| Indonèsia                          | Televisi Republik Indonesia                            | TVRI      |
| Iran                               | Islamic Republic of Iran Broadcasting                  | IRIB      |
| Japó                               | Nippon Hoso Kyokai                                     | NHK       |
| Japó                               | Tokyo Broadcasting System Inc.                         | TBS       |
| Jordània                           | Jordan Radio and Television Corporation                | JRTV      |
| Kazakhstan                         | Khabar Agency                                          | CA        |
| Kazakhstan                         | Corporació de Ràdio i Televisió Qazaqstan              | KMO       |
| Kiribati                           | Radio Kiribati                                         | BPA       |
| Plantilla:Country data Kirguizstan | Kyrgyz Governmental Television &amp; Radio Corporation | GTRK      |
| Laos                               | Lao National Radio                                     | LNR       |
| Laos                               | Lao National Television                                | LNTV      |
| Malàisia                           | Radio Television Malaysia                              | RTM       |
| Mongòlia                           | TV5 Mongolia                                           | TV5       |
| Mongòlia                           | Mongolian National Public Radio and Television         | MNB       |
| Nepal                              | Nepal Television Corporation                           | NTVC      |
| Nepal                              | Radio Nepal                                            | RNP       |
| Nova Zelanda                       | Television New Zealand                                 | TVNZ      |
| Pakistan                           | Pakistan Television Corporation                        | PK/PTV    |
| Pakistan                           | Pakistan Broadcasting Corporation                      | PBC       |
| Papua Nova Guinea                  | National Broadcasting Commission of Papua New Guinea   | NBC/PNG   |
| Papua Nova Guinea                  | Mitjana Niugini Limited                                | MNL       |
| Qatar                              | Radio &amp; Television Corporation of Qatar            | QBS/QTV   |
| Qatar                              | JeemTV                                                 | JCC       |
| Aràbia Saudita                     | Saudi Arabian Radio and Television                     | SAB/SAR   |
| Samoa                              | Samoa Broadcasting Corporation                         | SBC       |
| Singapur                           | MediaCorp News Pres., Ltd.                             | Mediacorp |
| Sri Lanka                          | Sri Lanka Broadcasting Corporation                     | SLBC      |
| Sri Lanka                          | Sri Lanka Rupavahini Corporation                       | SLRC      |
| Timor-Leste                        | Rádio e Televisão de Timor-Leste                       | RTTL      |
| Tailàndia                          | National Broadcasting Services of Thailand             | NBT       |
| Tailàndia                          | TV Pool of Thailand                                    | TPT       |
| Turquia                            | Türkiye Radyo Televizyon Kurumu                        | TRT       |
| Uzbekistan                         | Uzbekistan Television and Radio Company                | MTRZ      |
| Vietnam                            | Radio, The Voice of Vietnam                            | VOV       |
| Vietnam                            | Vietnam Television                                     | VTV       |
| Iemen                              | Radio &amp; TV General Corporation                     | RTVY      |

### Membres associats
| País          | Organisme                                                                                                   | Sigles          |
| ------------- | --- | --------------- |
| Alemanya      | Arbeitsgemeinschaft Rundfunkanstalten der Bundesrepublik Deutschland                                        | ARD             |
| Alemanya      | Zweites Deutsches Fernsehen                                                                                 | ZDF             |
| Austràlia     | Commercial Radio Australia Limited                                                                          | CRA             |
| Austràlia     | CVC Network Limited                                                                                         | CVC             |
| Estats Units  | American Broadcasting Company                                                                               | ABC             |
| Estats Units  | Columbia Broadcasting System                                                                                | CBS             |
| Estats Units  | National Association of Broadcasters                                                                        | NBS             |
| Estats Units  | Turner Broadcasting System                                                                                  | TBS             |
| Estats Units  | Voice of America                                                                                            | VOa             |
| Estats Units  | Trans World Radi                                                                                            | KTWR            |
| Filipines     | Kapisanan ng mga Brodkaster ng Pilipinas                                                                    | KBP             |
| França        | Groupement donis Radiodiffuseurs français : TF1France 2France 3Canal+Radi FranceRadio France Internationale | GRF             |
| Hondures      | Hong Kong Cable Television Limited                                                                          |                 |
| Hondures      | Phoenix Satellite Television Co. Ltd.                                                                       | Phoenix TV      |
| Hondures      | Dim Sum Television Company Limited                                                                          | Dim Sum TV      |
| Hondures      | PCCW Mitjana Limited                                                                                        | Now TV          |
| Illes Maurici | Mauritius Broadcasting Corporation                                                                          | MBC             |
| Índia         | PT Mitjana Televisi Indonèsia                                                                               | METRE TV        |
| Índia         | PT Indonusa Telemedia                                                                                       | Telkomvision    |
| Índia         | PT Karyamegah Adijaya                                                                                       | Aora TV         |
| Japó          | The National Association of Commercial Broadcasters in Japan                                                | NAB             |
| Malàisia      | ASTRE All Asia Networks PLC.                                                                                | AAAN            |
| Malàisia      | O Television Holdings Sdn Bhd                                                                               | O Television    |
| Micronèsia    | Federated States of Micronesia Broadcasting Service                                                         | FSMBS           |
| Mongòlia      | Eagle Broadcasting Company                                                                                  | EBC             |
| Noruega       | Norsk Rikskringkasting                                                                                      | NRK             |
| Nova Zelanda  | Radio New Zealand                                                                                           | RNZ             |
| Països Baixos | Radi Nederland Wereldomroep                                                                                 | RN              |
| Pakistan      | GEO Independent Media Corporation Ltd.                                                                      | GEO             |
| Qatar         | Al Jazeera English                                                                                          | Al-Jazeera      |
| Regne Unit    | British Broadcasting Corporation                                                                            | BBC             |
| Rússia        | RossijskoeTeleradio                                                                                         | RTR             |
| Rússia        | Alternative Irkutsk Studio of TV                                                                            | AIST            |
| Singapur      | MediaCorp Radio Singapore Pte Ltd.                                                                          | MediaCorp Radio |
| Singapur      | MediaCorp TV Singapore                                                                                      | MediaCorp TV    |
| Suïssa        | SRG SSR idée suisse - Société Suisse de Radiodiffusion et Télévision                                        | SRG SSR         |

### Membres afiliats
| País          | Organisme                                                           | Sigles           |
| ------------- | ------------------------------------------------------------------- | ---------------- |
| Alemanya      | LS telcom AG                                                        |                  |
| Alemanya      | S4M-Solutions for Mitjana GmbH                                      |                  |
| Austràlia     | AsiaSpace Lte.                                                      | AsiaSpace        |
| Austràlia     | Broadcast Australia                                                 |                  |
| Austràlia     | GlobeCast Australia Pty Ltd                                         |                  |
| Austràlia     | Radio Frequency System                                              | RFS              |
| Canadà        | International Business Communications Consultants                   | IBC Consultants  |
| Corea del Sud | Korean Broadcasting Institute                                       | KBI              |
| França        | Eutelsat S.A                                                        | Eutelsat         |
| Hong Kong     | Asia Satellite Telecommunications Company Limited                   | AsiaSat          |
| Hong Kong     | Bloomberg LP                                                        |                  |
| Hong Kong     | Granada International Hong Kong                                     | Granada          |
| Hong Kong     | Business & Professional Products Asia Pacific Company               | Sony             |
| Hong Kong     | CMM                                                                 |                  |
| Índia         | Broadcast Engineering Consultants India Limited                     | BECIL            |
| Índia         | InNetwork Entertainment Limited                                     | Network 1        |
| Índia         | WEBEL Mediatronics Limited                                          | WML              |
| Índia         | Technomedia Solutions Ptv Ltd                                       | Technomedia      |
| Indonèsia     | PT First Mitjana Tbk                                                | First Media      |
| Indonèsia     | PT Indonesia Satellite Corporation Tbk                              | Indosat          |
| Indonèsia     | PT Adi Karya Visi                                                   | AKV              |
| Illes Maurici | Multi Carrier Mauritius Ltd.                                        | MCML             |
| Itàlia        | Deltatre - SPA                                                      |                  |
| Japó          | Japan Mitjana Communication Center                                  | JAMCO            |
| Japó          | JSAT Corporation                                                    | JSAT             |
| Japó          | NHK Enterprise NHK Integrated Technology Inc. NHK Joho Network Inc. | NHK              |
| Japó          | Softbank Telecom Corporation                                        | Softbank Telecom |
| Jordània      | Arab Ràdio and Television                                           | ART              |
| Kazakhstan    | OKNO-TV Kazakhstan Ltd                                              |                  |
| Myanmar       | Forever Group Co. Ltd.                                              | Forever Group    |